# جيروم كازال
جيروم كازال (بالفرنسية: Jérôme Cazal)‏ هو لاعب كرة يد فرنسي يلعب كحارس مرمى. يلعب حاليا مع نادي نورثزيلاند لكرة اليد ويحمل الرقم 16. لعب مع إتش 43 لوند ونادي نورثزيلاند لكرة اليد.